# Quim Torra
Joaquim Torra Pla (Blanes, Gerona, 28 de diciembre de 1962), más conocido como Quim Torra, es un político, autor y editor español de ideología independentista catalana, presidente de la Generalidad de Cataluña entre 2018 y 2020.
Licenciado en Derecho, trabajó en Winterthur Group durante veinte años, llegando a ser sus dos últimos años, de 2005 a 2007, consejero de la multinacional, en Suiza. Entonces, Torra, prefirió dejar el mundo del seguro, pese a que tenía una muy buena oferta profesional, para lanzar una editorial, A Contra Vent Editors. También participó en diversas plataformas independentistas, llegando a desempeñar brevemente la presidencia de Òmnium Cultural.
Electo en 2017 diputado de la xii legislatura del Parlamento de Cataluña dentro de las filas de Junts per Catalunya (JxCat), fue investido presidente de la Generalidad de Cataluña en mayo de 2018, poniéndose al frente de un gobierno de coalición entre JxCat y ERC. En septiembre de 2020, cesó en el cargo tras la confirmación por el Tribunal Supremo de la sentencia del Tribunal Superior de Justicia de Cataluña por la que fue condenado, como autor de un delito de desobediencia, a las penas de multa e inhabilitación especial para cargo público.

## Biografía

### Primeros años
Nació el 28 de diciembre de 1962 en la localidad gerundense de Blanes. Su padre Quim Torra, ingeniero, llegaría a ser años más tarde concejal del Ayuntamiento de Santa Coloma de Farnés. Cursó estudios básicos  en el colegio de los jesuitas de Sarriá (Barcelona). Afín a Ramón Trías Fargas, participó como interventor en las elecciones municipales de 1983. En 1985 se licenció en derecho en la Universidad Autónoma de Barcelona (UAB).
Entre 1984 y 1987 realizó el servicio militar. Dado que era universitario, se acogió a la Instrucción Militar Escala Complemento  (IMEC), realizando un curso formativo para sargentos en el acuartelamiento de San Clemente Sasebas y en la Academia de Infantería de Toledo, donde se licenció a finales de 1985: obtuvo el puesto 450.º entre los 568 de su promoción. Fue destinado al Regimiento de Infantería «Palma» n.º 47, en Palma de Mallorca, con el rango de sargento y se licenció en 1987.

### Actividad laboral
Trabajó entre 1987 y 2007, los dos últimos años en Suiza, en la aseguradora Winterthur. En 2007, cuando Winterthur fue adquirida por AXA, fue despedido en el marco de la reestructuración de la empresa Ese mismo comenzó a dedicarse a las letras y la publicación a través de su editorial A Contra Vent Editors, desde donde empezó a desarrollar una intensa actividad de recuperación de la tradición literaria y periodística catalana, especialmente de la época de la Segunda República Española y el exilio.

### Actividad política

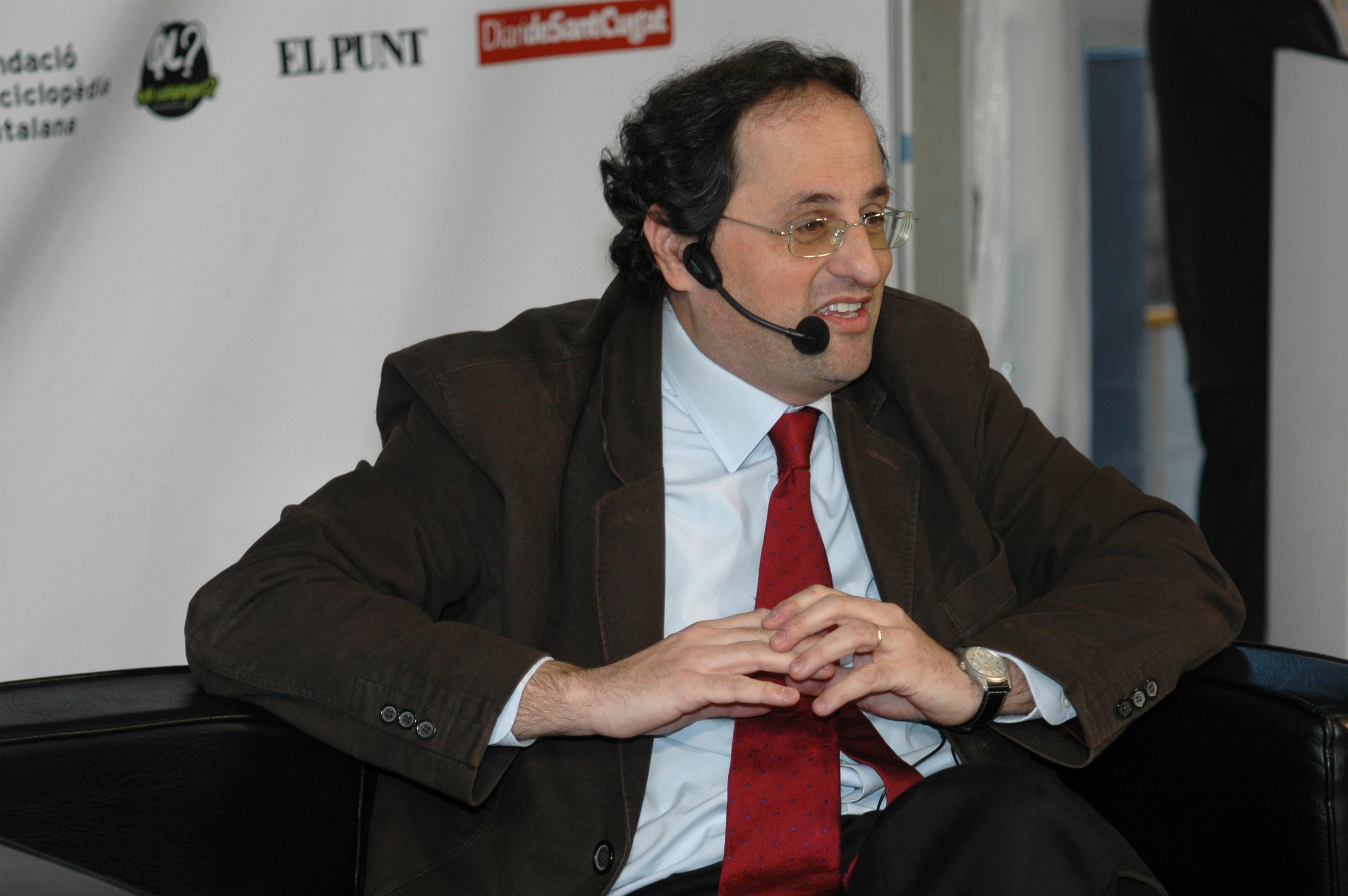
Torra en 2009

Miembro de la Unión Democrática de Cataluña (UDC) dentro de la corriente crítica de El Matí, en 2009 se incorporó a Reagrupament, una escisión de derecha de Esquerra Republicana de Catalunya liderada por Joan Carretero, crítica con el gobierno tripartito.
El 30 de abril de 2011 fue elegido miembro del consejo permanente de la Asamblea Nacional Catalana y también fue vicepresidente de Òmnium Cultural. Se vinculó a Convergencia Democrática de Cataluña (CDC), y fue nombrado gerente de la empresa municipal Foment de Ciutat Vella por el consistorio barcelonés, entonces presidido por Xavier Trias, y posteriormente, en 2012, director del Born Centro Cultural. Como director del mismo dirigió el proceso de musealización de las ruinas que se conservan en el suelo del antiguo mercado. Al asumir  Ada Colau la alcaldía de Barcelona, en 2015, cesó como director del Born. En marzo de 2016 se convirtió en director del Centro de Estudios de Temas Contemporáneos, un think tank dependiente de la Generalidad de Cataluña. En 2015 había sido nombrado presidente de Òmnium Cultural en sustitución de Muriel Casals, responsabilidad que desempeñó hasta diciembre de ese año, cuando fue sustituido por Jordi Cuixart.

### Diputado regional

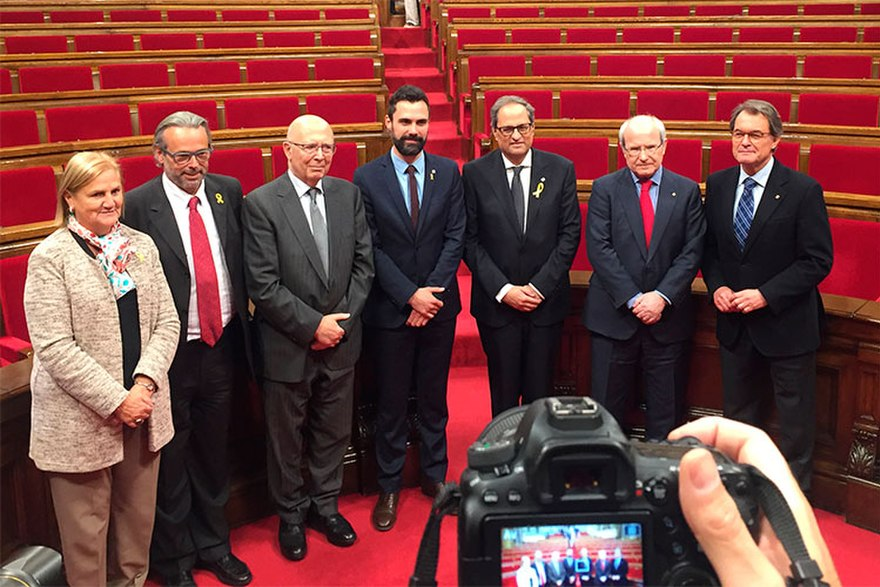
Quim Torra tras ser investido el 14 de mayo como presidente de la Generalidad, acompañado (a su derecha) por los expresidentes del Parlamento Núria de Gispert, Ernest Benach y Joan Rigol, y por el presidente entonces Roger Torrent, y por los expresidentes de la Generalidad (a su izquierda) José Montilla y Artur Mas.

Candidato en el número 11 de la lista por Barcelona de la coalición de Junts per Catalunya (JxCat) para las elecciones al Parlamento de Cataluña de diciembre de 2017, fue elegido diputado para la xii legislatura de la cámara autonómica constituida el 17 de enero de 2018. El 10 de mayo de dicho año, Carles Puigdemont, quien fuera presidente de la Generalidad entre 2016 y 2017 (cesado de su cargo por el Gobierno español en octubre de 2017 en virtud de la aplicación del artículo 155 de la Constitución española),y cabeza de lista por Barcelona de JxCat para los comicios autonómicos de diciembre de 2017, lo designó como candidato para ser investido nuevo presidente de la Generalidad de Cataluña por el pleno del parlamento autonómico.
Nombrado formalmente como candidato por el presidente de la cámara, Roger Torrent, Torra no recabó la confianza del pleno en la primera votación de su investidura, celebrada el sábado 12 de mayo de 2018, en la que requería una mayoría absoluta de votos a favor para ser investido presidente; obtuvo 66 votos a favor por 65 en contra y 4 abstenciones. En la segunda votación, celebrada el 14 de mayo, en la que no requería mayoría absoluta, sino simple de votos a favor, resultó investido presidente de manera satisfactoria, con la misma relación de votos que en la primera votación.

### Presidencia de la Generalidad

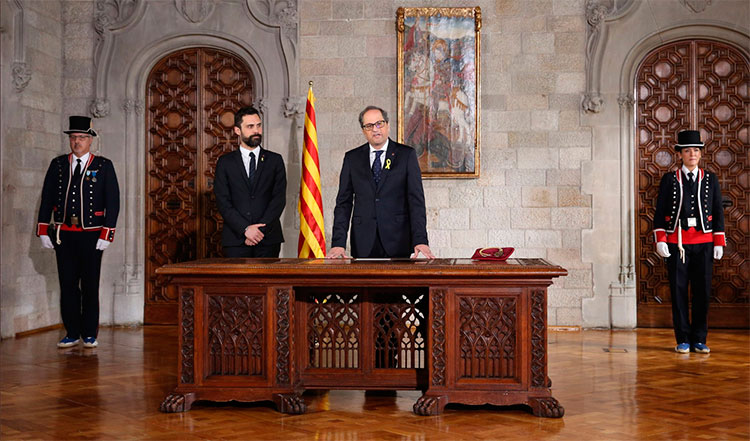
Toma de posesión en el palacio de la Generalidad, acompañado de Roger Torrent y de un par de mozos de escuadra con uniforme ceremonial.

Tomó posesión como presidente de la Generalidad el 17 de mayo de 2018. Dos días más tarde anunció mediante un comunicado la composición de un gobierno de catorce miembros, cuatro de ellos con causas judiciales pendientes (dos en prisión preventiva y dos establecidos en el extranjero con una orden de detención en vigor en territorio español). Bloqueada la formación de su ejecutivo autonómico por el Gobierno de España debido a la anterior circunstancia, el 29 de mayo rectificó la composición del gabinete, mediante el nombramiento de otros consejeros libres de cargas judiciales, que tomaron finalmente posesión el 2 de junio.

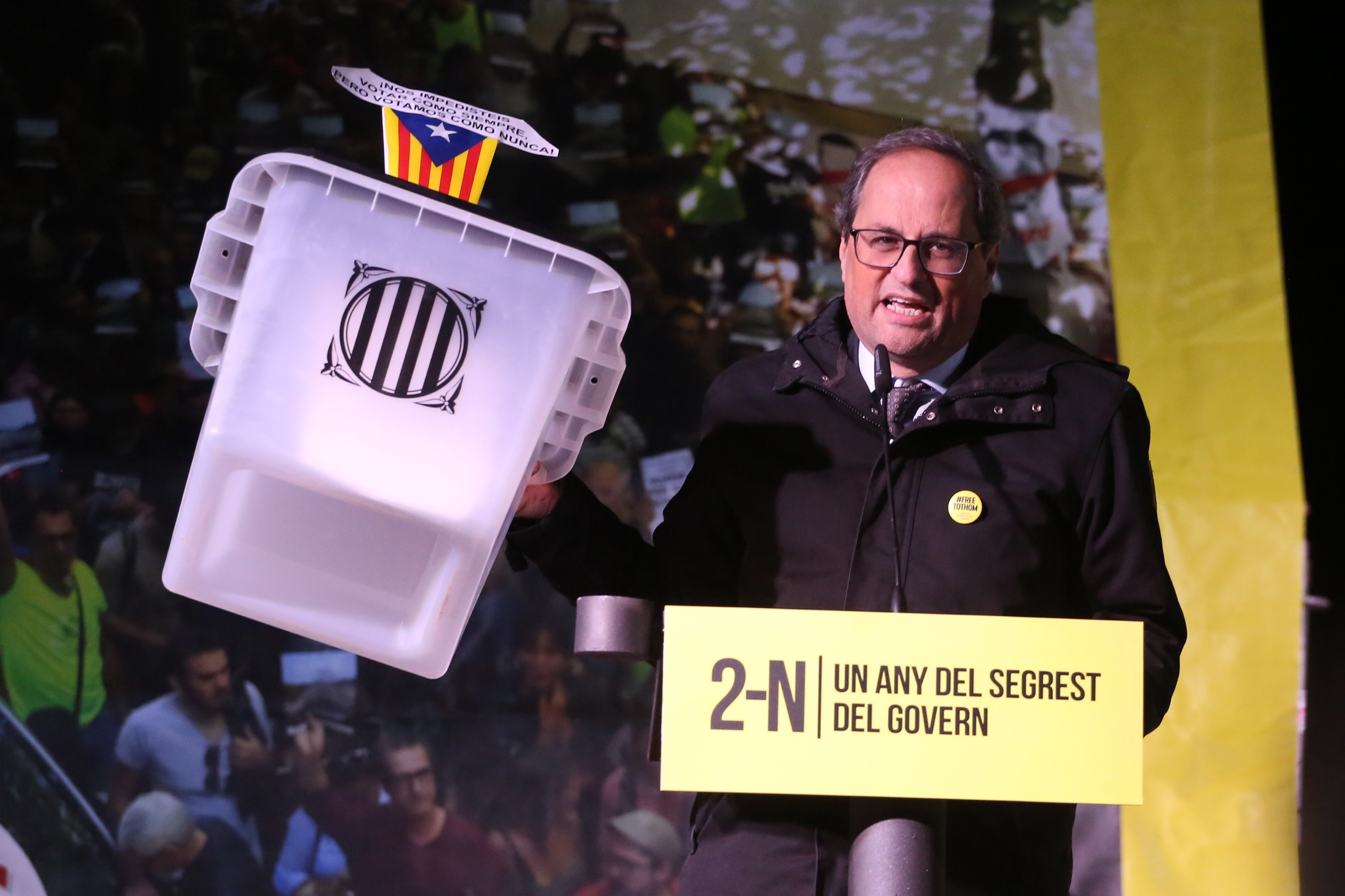
Torra durante el acto de protesta «un año del secuestro del Gobierno» en Lledoners en noviembre de 2018, donde anunció a Pedro Sánchez el rechazo de los independentistas —«nosotros, el pueblo de Cataluña», según Torra— a apoyar en el Congreso de los Diputados los presupuestos propuestos por el Gobierno de España.

El inicio de su mandato estuvo caracterizado por una agenda pública marcadamente costumbrista, asistiendo Torra a diversos eventos folclóricos y de simbolismo nacionalista  como un taller de ratafía o la visita al Festival Folklife en Washington D. C.. Durante este último,  Torra plantó al embajador español Pedro Morenés, quien había criticado los actos de «propaganda» del gobierno catalán. Esta especial atención a la simbología por parte del Gobierno catalán contrastó con la situación de parálisis política en el Parlamento de Cataluña —una situación iniciada por las disputas internas entre Junts per Catalunya y Esquerra Republicana de Cataluña que se explicó desde el bloque independentista en términos de la «situación excepcional» que se vivía en Cataluña—, que en el primer año desde la celebración de las elecciones de diciembre de 2017 solo pudo sacar adelante tres modificaciones de leyes (2 de ellas a iniciativa del Grupo Parlamentario Socialista, en la oposición).
En julio de 2018 participó de forma telemática en la presentación de la plataforma política de la Crida Nacional per la República, una organización en torno a la figura de Puigdemont nacida con el pretendido objetivo de generar un movimiento «transversal» que hiciera efectivo el «mandato del 1-O» y constituir así un «Estado independiente en forma de República».

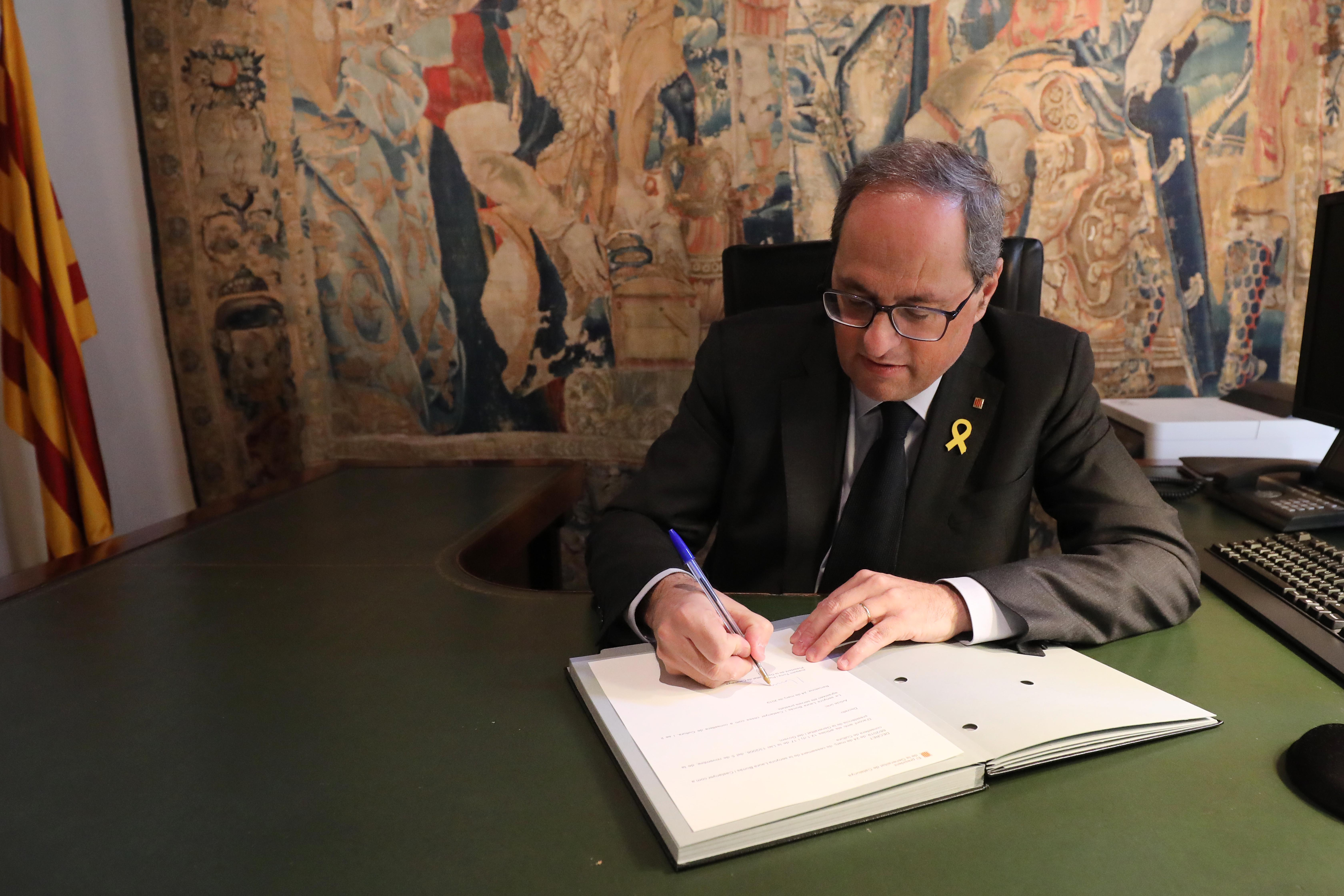
Torra firmando el decreto de nombramiento de las nuevas consejeras en marzo de 2019

En marzo de 2019 afrontó una reestructuración de su gobierno, después de la renuncia de Elsa Artadi (consejera de Presidencia y portavoz) y Laura Borràs (consejera de Cultura), motivada por la intención de las consejeras de centrarse en sus intereses electorales más próximos, las elecciones municipales de mayo en Barcelona para la primera y las elecciones generales de abril para la segunda. Fueron sustituidas respectivamente por Meritxell Budó y Mariàngela Vilallonga.
Uno de sus logros durante su mandato fue la creación del Àrea de Seguretat Institucional (ASI), una suerte de guardia de corps para el presidente de la Generalidad compuesta de 70 miembros de los mozos de escuadra.
En 2021 definió su etapa de presidente del gobierno catalán como "presidencia de la impotencia".

#### Proceso judicial
En abril de 2019 el Tribunal Superior de Justicia de Cataluña (TSJC) imputó a Torra el delito de «desobediencia a resoluciones judiciales o a decisiones u órdenes de la autoridad superior, cometido por una autoridad o funcionario público», tras la negativa reiterada de este a obedecer a la Junta Electoral Central (JEC) de retirar símbolos partidistas de edificios públicos de la Generalidad de Cataluña durante el proceso electoral de las generales. El TSJC decretó en julio de 2019 en un auto la apertura de juicio oral. En la declaración en el TSJC el 18 de noviembre de 2019, ante la pregunta de su abogado de si obedeció a la orden de la JEC, Torra, en un tono desafiante, declaró «Sí, desobedecí». El 19 de diciembre de 2019 el TSJC condenó a Torra por un delito de desobediencia a año y medio de inhabilitación a cargos públicos electos y al ejercicio de funciones de gobierno. Torra anunció entonces que recurriría la sentencia, no firme, ante el Tribunal Supremo (TS).
El 3 de enero de 2020 la Junta Electoral Central (JEC) decidió la ejecución de la condena por inhabilitación (todavía no firme y recurrida para ser elevada ante el TS) al ordenar que se le retirara el acta de diputado y que corriera la lista a favor del «siguiente candidato». No obstante, la JEC en su resolución dejó libre al parlamento catalán la interpretación de si la pérdida del acta de diputado comportaría o no también la del cargo de presidente regional. El secretario del Parlamento de Cataluña, Xavier Muro, ejecutó finalmente la orden de la JEC de retirada del escaño de Torra el 27 de enero; Torra conminó entonces al presidente del parlamento Roger Torrent —que había anunciado que no contabilizaría el voto de Torra—, al inmediato regreso al desacato en caso de no querer «poner en riesgo las instituciones», sin éxito. El día siguiente Torra anunció sus intenciones de convocar elecciones, pero no antes de la aprobación de los presupuestos de la región.
El 28 de septiembre de 2020, el Tribunal Supremo confirmó la pena de un año y medio de inhabilitación para el ejercicio de la función pública impuesta por el  Tribunal Superior de Justicia de Cataluña, debido al incumplimiento de las órdenes de la Junta Electoral Central. El Alto Tribunal estableció que Torra tuvo «contundente [...], y obstinada resistencia del acusado a acatar un mandato investido de autoridad y dictado». Dicha condena, que apartó a Torra del cargo de Presidente de la Generalidad de Cataluña, se hizo efectiva en el momento de su notificación al condenado, de forma que el Gobierno de España consideraría innecesario publicar dicha inhabilitación y cese mediante Real Decreto en el Boletín Oficial del Estado.

## Perfil ideológico

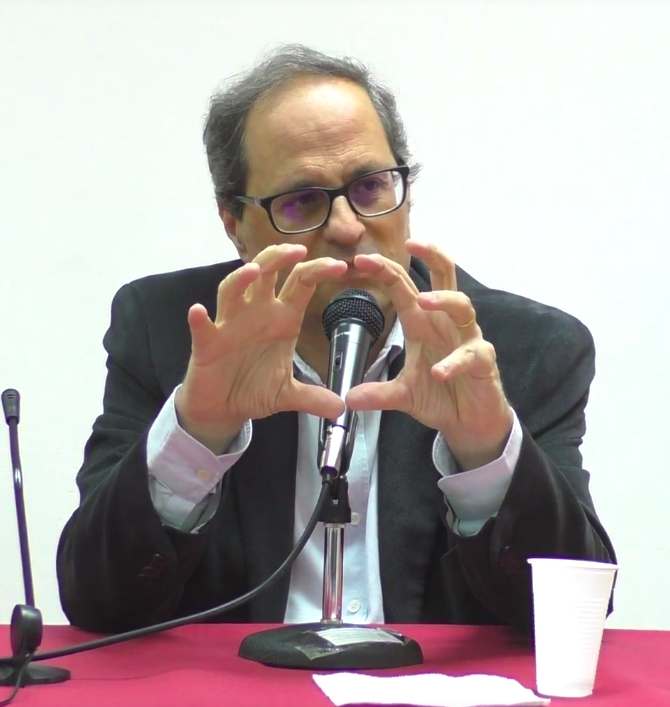
Torra en 2016

Torra, que se autodefine como un «independiente emocional» y se presenta como un hombre que «ha luchado toda su vida por la libertad de su país», es un entregado independentista catalán. Argumentó su entrada en Reagrupament en 2009 de la siguiente manera: «ya no es más catalanismo de derechas o de izquierdas, ni liberalismo o socialdemocracia, ni tan siquiera democracia cristiana o socialismo, hoy la batalla es unionismo o independentismo».
Interesado por el nacionalismo catalán de la primera mitad del siglo xx y admirador de Acció Catalana, según Francesc-Marc Álvaro está más conectado con los postulados de Estat Català que con los de estos últimos. Joan Esculies coloca a Eugenio Xammar, Francesc Macià y a Manuel Carrasco i Formiguera como «trinidad» de referentes políticos de Torra de este período. También es admirador de figuras del catalanismo radical de la década de 1930 como Daniel Cardona (uno de los «pioneros de la independencia» para Torra) y los hermanos Josep y Miquel Badia («los mejores ejemplos del independentismo» para Torra), y ha participado de forma habitual en homenajes a estos. Según Esculies, entre sus principales referentes políticos de la Cataluña posterior a la Transición se encontrarían Ramón Trías Fargas y Heribert Barrera.
Activo en las redes sociales, publicó desde estas numerosas diatribas etnicistas contra «los españoles»  [sic]. Integrante del sector duro del movimiento independentista, es considerado por Benoît Pellistrandi como un «peón» de Carles Puigdemont. Según Enric Juliana, Torra es un «hombre intelectualmente impregnado del espíritu de los años 30, un nacionalismo de derecha, agresivo». Para Joaquim Coll, el pensamiento de Torra es «xenófobo, supremacista, hispánofobo y ultranacionalista». Albert Sáez le describió como esencialista e intransigente. Jaume Reixach le identifica como la reliquia de un independentismo de matriz étnica. Cristian Segura apunta la animadversación visceral a «España» de Torra, convertida dentro de su ideario en algo ajeno infiltrado en la identidad catalana, así como su idealización del pasado. Antoni Puigverd define a Torra como un esencialista herderiano, que estaría preocupado con la posibilidad de pérdida de su identidad. Es presentado por Steven Forti como un nacionalista conservador.
Miquel Giménez, del que Torra fue editor, le describe como «xammariano, católico, tímido y también intransigente, feroz, radical» y señala la admiración de Torra por Jordi Pujol (correspondida según Giménez por el expresidente de la Generalidad) y la presencia de algunos rasgos ideológicos (el catolicismo a ultranza, la ideología de derechas) que según el autor configuran en ciertos aspectos un perfil de Torra más similar al de Pujol que al de Puigdemont. Jordi Amat, que le considera compatible con el «paradigma mesocrático convergente», le describe como esencialista y también destaca la influencia en Torra de la figura del periodista Eugenio Xammar, del que Torra ha rescatado como cita predilecta el siguiente lema: «tratándose de las cosas de Cataluña, no tomo nunca precauciones». Torra, confeso «suizófilo», se ha reconocido en sus escritos como un «pesimista congénito y compulsivo».
En septiembre de 2016 fue uno de los firmantes del manifiesto «Por una Cataluña libre y liberal» (Per una Catalunya lliure i liberal), impulsado por el Colectivo de Catalanes Libres (CCL), que se manifestaba en contra del «igualitarismo impuesto» y a favor de un «modelo de mercado laboral flexible» en Cataluña.

## Obras publicadas
- — (2007). Ganivetades suisses (en catalán). Símbol.

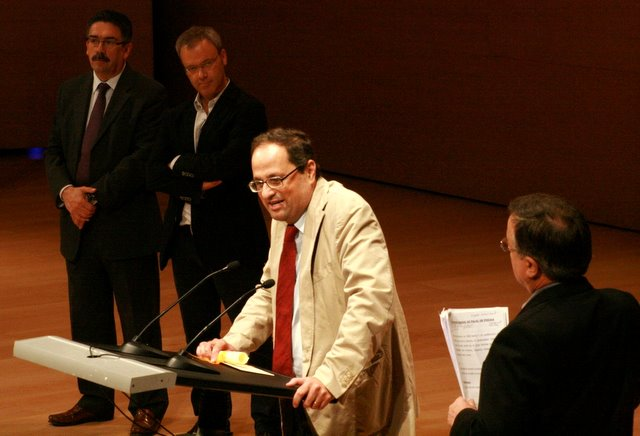
Recogiendo el Premio Carles Rahola en 2009

- — (2008). Periodisme? Permetin! La vida i els articles d'Eugeni Xammar (en catalán). Símbol.
- — (2008). El Bibliobús de la Llibertat (en catalán). Símbol.
- — (2009). Viatge involuntari a la Catalunya impossible (en catalán). (ganadora del Premio Carles Rahola de Ensayo 2009)[88][89][n. 9]
- — (2011). Honorables. Cartes a la pàtria perduda (en catalán). Acontravent.
- — (2013). Un bohemi al cabaret del món. Vida de Manuel Fontdevila, un senyor de Granollers (en catalán). Acontravent.